# Амбану
Амбану (на малгашки: Ambano) е община (каоминина) в Мадагаскар, провинция Антанариву, регион Вакинанкарача, окръг Анцирабе II. Населението на общината през 2001 година е 31 508 души.